# Oh Seung-lip
Oh Seung-lip (오승립?; 6 ottobre 1946) è un ex judoka sudcoreano.
Vincitore della medaglia d'argento ai Giochi olimpici di Monaco 1972 nella categoria fino a 80 kg.

## Palmarès
Olimpiadi
- 1 medaglia:
  - 1 argento (80 kg a Monaco 1972)

Mondiali
- 1 medaglia:
  - 1 bronzo (-80 kg a Città del Messico 1969)

Universiadi
- 1 medaglia:
  - 1 argento (-80 kg a Tokyo 1967)